# Volume telesistolico
Il volume telesistolico (VTS) è il volume di sangue che rimane nel ventricolo alla fine della contrazione, o sistole, ovvero all'inizio del riempimento, o diastole.
Il VTS è il volume più piccolo di sangue contenuto nel ventricolo in qualsiasi punto del ciclo cardiaco. I principali fattori che influenzano il volume telesistolico sono il postcarico e la contrattilità del cuore.

## Utilizzi clinici
Il volume telesistolico può essere usato clinicamente come una misura del corretto svuotamento cardiaco correlato alla funzione sistolica. Se valutiamo l'elettrocardiogramma il VTS è correlato all'onda T. Altri esami che ci possono far quantizzare tale volume sono l'ecocardiografia bidimensionale, la risonanza magnetica nucleare e la tomografia computerizzata.
Insieme al volume telediastolico (VTD) ci permette di calcolare la gittata sistolica, che è appunto la differenza fra il VTD e il VTS.
Il VTD è normalmente contenuto fra i 240 e i 70 ml (con una media di 120 ml); il VTS è fra i 16 e i 140 ml (con una media di 50 ml): questi valori si riferiscono al ventricolo sinistro.
Il volume telesistolico del ventricolo destro è generalmente più piccolo: fra i 50 e i 100 ml.